# Rasuqam
RASUQAM, le Répertoire des Autorités-Sujet de l'UQAM, est un thésaurus documentaire encyclopédique développé depuis 1994 par le Service de l’analyse documentaire du Service des bibliothèques de l’Université du Québec à Montréal (UQAM). Il a été utilisé jusqu'en juin 2015.

## Caractéristiques
Contrôlé et proche du langage naturel, le thésaurus RASUQAM, élaboré dans le respect des normes internationales (ISO 2788 et AFNOR Z47-100), a été développé afin de soutenir les activités d’indexation et de repérage de la documentation dans un contexte universitaire francophone.
Résultat de l’indexation de collections imprimées et électroniques, RASUQAM est en constant développement et compte, en juin 2010, plus de 48 000 descripteurs. Composé majoritairement de noms communs (généralement au singulier, comme le veut la norme pour les thésaurus de langue française), il comprend aussi des collectivités-sujet, des titres-sujet, des toponymes, des termes chronologiques et des descripteurs de forme (voir les exemples en fin d'article).
RASUQAM est un langage documentaire où chaque descripteur correspond à un concept. Toutes les relations caractéristiques des thésaurus sont représentées: hiérarchiques (TG/TS), associatives (TA) et d'équivalences (EP) en français et en anglais. Comme dans la plupart des bases de données commerciales, les descripteurs sont inscrits séparément lors de l'indexation des documents, sans syntaxe ni règle d’assemblage de termes complexes à respecter. La combinaison entre les descripteurs doit être effectuée au moment du repérage, suivant le principe de la postcoordination.
Basé sur le format MARC 21, il se distingue des répertoires de vedettes-matière tels les RVM, LCSH ou RAMEAU, car il n’utilise pas les subdivisions de sujet, de chronologie, de lieu et de forme. À ce titre, le résultat de l'indexation avec RASUQAM s'apparente davantage à ce que propose le projet FAST (Faceted Application of Subject Terminology) d'OCLC. Par ailleurs, quelques adaptations locales du format MARC permettent de supporter certaines particularités de ce thésaurus. C'est notamment le cas des zones 4XX, où sont identifiées les nombreuses formes équivalentes anglaises que possèdent la plupart des descripteurs, permettant ainsi d’interroger RASUQAM autant en anglais qu’en français. Dans une autre zone locale que peut consulter l'usager sont inscrits les définitions ou les contextes d’utilisation des descripteurs.
Outre les collections de l'UQAM, le thésaurus RASUQAM est également utilisé pour indexer la bibliothèque numérique du centre de documentation du ministère de l'Éducation, du Loisir et du Sport (MELS) du Québec.

## Exemples de descripteurs
- Noms communs: Arte povera; Dopage génétique ; Étalement urbain ; Gestion du personnel ; Maladie psychosomatique ; Méridien de Paris ; Philosophie de l’histoire ; Travaux publics ; Vent solaire
- Titres-sujet: Le Devoir (Journal) ; Manuscrits de la Mer Morte ; Protocole de Kyoto ; Vian, Boris, 1920-1959. L’écume des jours
- Collectivités-sujet: Association médicale canadienne; Ballet du Kirov; Bibliothèque et Archives nationales du Québec; Bluenose II (Navire); Château de Versailles; Jeux de la Francophonie (Niger, 2005); Organisation pour la sécurité et la coopération en Europe; Université du Québec à Montréal
- Toponymes: Île d’Orléans (Québec) ; Massif du Mont Blanc ; Vallée du Nil
- Chronologies: 1492 ; XIXe siècle ; Ier siècle av. J.-C. ; 2010-2019 ; âge du bronze ; Époque hellénistique ; Moyen Âge
- Descripteurs de forme: Guide touristique (Descripteur de forme); Périodique électronique (Descripteur de forme) ; Ressource Internet (Descripteur de forme)

## Prix et reconnaissance
- Obtention du prix 2006 « Les équipes de travail », catégorie Contribution à l'amélioration des environnements d'apprentissage (UQAM, septembre 2006) [6].
- Obtention du prix 2007 « Innovation Achievement Award » de la Canadian Association of College & University Libraries (CACUL) (mai 2007) [7].
- Le code "rasuqam" fait partie de la liste des Codes de relations, de sources et de conventions de description du format MARC[8].